# Station Skarnes
Station Skarnes is een station in Skarnes in de gemeente Sør-Odal in fylke Innlandet  in  Noorwegen. Het station ligt aan Kongsvingerbanen. Het stationsgebouw dateert uit 1862 en is een ontwerp van de Duitse architecten Heinrich Ernst Schirmer en Wilhelm von Hanno. Het stationsgebouw is een beschermd monument.